# Brandpunt (Amersfoort)
Brandpunt is de naam van een oecumenisch kerkgebouw in de wijk Kattenbroek aan de Laan naar Emiclaer 101 in de Nederlandse stad Amersfoort.
Het gebouw wordt gebruikt door de Oecumenische Geloofsgenootschap "Het Brandpunt", welke in 1990 ontstond en waarin Nederland Hervormden, Gereformeerden (sinds 2004 samengegaan in de PKN) en Rooms-Katholieken samenwerken en gemeenschappelijke diensten houden. Het gebouw werd in 1994 in gebruik genomen in de tijd dat de stad Amersfoort zich sterk in noordelijke richting uitbreidde. Architecten waren Olsmeijer en De Graaf uit Groningen.
Het betreft een zaalkerk met waaiervormige plattegrond in modernistische stijl. Opvallend zijn de houten daken met overhangende scheve luifels. 
Het sobere interieur omvat een preekstoel, een avondmaalstafel, een doopvont en een opengewerkt kruis. Een eenvoudig orgel en een harmonium zorgen voor de muzikale begeleiding. De kerk heeft een kerkzaal met 400 zitplaatsen en enkele nevenruimten, waaronder een stiltecentrum.